# Muurame
Muurame är en kommun i landskapet Mellersta Finland, på Päijännes västra strand. Kommunen omges av staden Jyväskylä, förutom i öster där Muurame och Toivakka har en gemensam gränslinje i sjön Päijänne. Muurame har 10 426 invånare och är enspråkigt finskt. Kommunen har en yta på 194,05 km².

## Historia

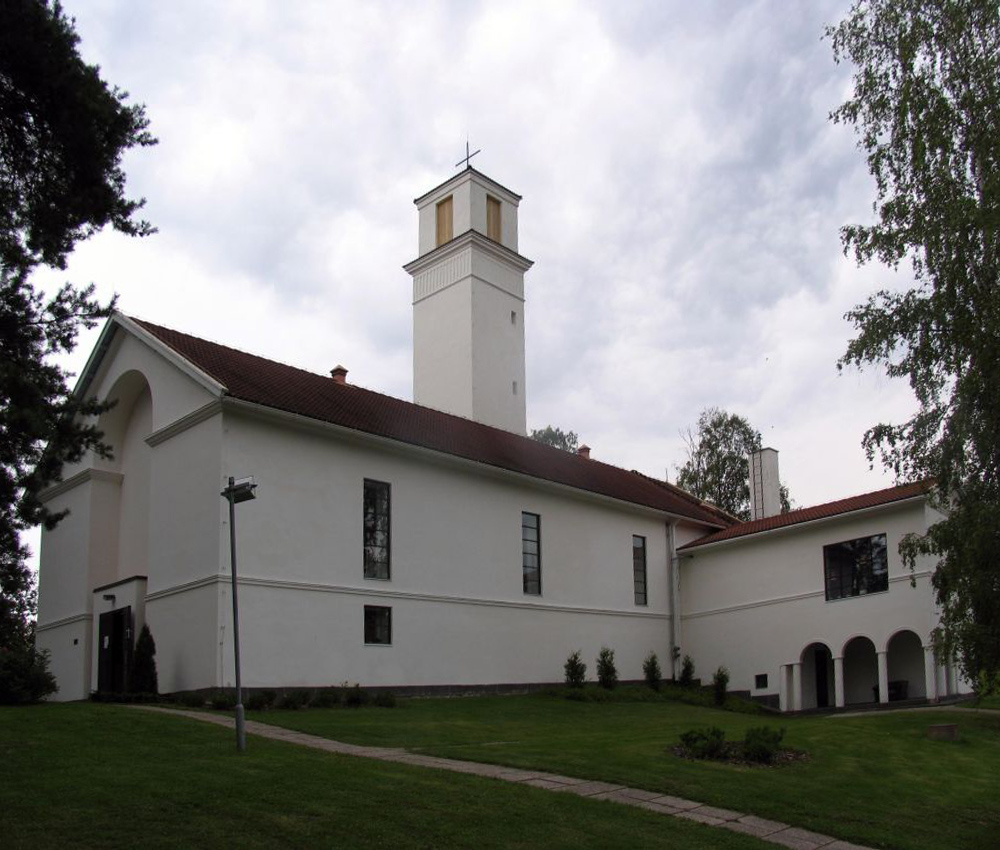
Muurame kyrka (Alvar Aalto 1929).

Muurame grundades år 1921 genom en delning av Korpilax kommun. 1924 utbröts Säynätsalo kommun ur Muurame.

## Politik

### Mandatfördelning i Muurame kommun, valen 1976–2021
| 7 | 9 | 7 |  | 3 |

| 7 | 8 | 6 |  | 5 |

| 6 | 9 | 5 | 2 | 5 |

| 5 | 8 | 6 | 2 | 6 |

| 5 | 8 | 2 | 7 |  | 4 |

| 4 | 8 | 2 | 5 | 2 | 6 |

| 3 | 8 |  | 7 |  | 7 |

| 4 | 10 |  | 10 | 3 | 7 |

| 21 | 14 |

| 4 | 10 |  |  | 9 | 3 | 7 |

| 21 | 14 |

| 3 | 9 |  | 2 | 13 |  | 6 |

| 19 | 16 |

| 2 | 9 | 3 | 2 | 12 |  | 6 |

| 18 | 17 |

|  | 7 | 3 | 4 | 10 |  | 9 |

| 19 | 16 |

### Vänorter
- Alatskivi, Estland
- Fjends, Danmark
- Vinje, Norge

## Befolkningsutveckling
| Befolkningsutvecklingen i Muurame kommun 1975–2020                                                           | Befolkningsutvecklingen i Muurame kommun 1975–2020 | Befolkningsutvecklingen i Muurame kommun 1975–2020 | Befolkningsutvecklingen i Muurame kommun 1975–2020 | Befolkningsutvecklingen i Muurame kommun 1975–2020 |
| --- | -------------------------------------------------- | -------------------------------------------------- | -------------------------------------------------- | -------------------------------------------------- |
| |                                                    |                                                    |                                                    |                                                    |
| År |                                                    |                                                    | Folkmängd                                          |                                                    |
| 1975 | 1975                                               |                                                    | 4 220                                              |                                                    |
| 1980 | 1980                                               |                                                    | 4 799                                              |                                                    |
| 1985 | 1985                                               |                                                    | 5 715                                              |                                                    |
| 1990 | 1990                                               |                                                    | 6 580                                              |                                                    |
| 1995 | 1995                                               |                                                    | 7 254                                              |                                                    |
| 2000 | 2000                                               |                                                    | 8 101                                              |                                                    |
| 2005 | 2005                                               |                                                    | 8 672                                              |                                                    |
| 2010 | 2010                                               |                                                    | 9 256                                              |                                                    |
| 2015 | 2015                                               |                                                    | 9 791                                              |                                                    |
| 2020 | 2020                                               |                                                    | 10 267                                             |                                                    |
| Anm: Uppgifterna avser förhållandena den 31 december nämnda år enligt områdesindelningen den 1 januari 2022. |                                                    |                                                    |                                                    |                                                    |